# ريتشارد أرلين
ريتشارد أرلين (بالإنجليزية: Richard Arlen) مواليد 1 سبتمبر 1899 في بولس الطرسوسي، مينيسوتا، الولايات المتحدة - الوفاة 28 مارس 1976 في هوليوود، كاليفورنيا، الولايات المتحدة، هو ممثل أمريكي بدأ مسيرته الفنية سنة 1921. امتدت مسيرته الفنية لأكثر من 55 عاما. درس في جامعة بنسيلفانيا.

## الأعمال
- أجنحة
- الساحر

## روابط خارجية
- ريتشارد أرلين على موقع IMDb (الإنجليزية)
- ريتشارد أرلين على موقع ألو سيني (الفرنسية)
- ريتشارد أرلين على موقع تيرنر كلاسيك موفيز (الإنجليزية)
- ريتشارد أرلين على موقع أول موفي (الإنجليزية)
- ريتشارد أرلين على موقع قاعدة بيانات برودواي على الإنترنت (الإنجليزية)
- ريتشارد أرلين على موقع قاعدة بيانات الأفلام السويدية (السويدية)
- ريتشارد أرلين على موقع إن إن دي بي (الإنجليزية)
- ريتشارد أرلين على موقع قاعدة بيانات الفيلم (الإنجليزية)
- ريتشارد أرلين على موقع كينوبويسك (الروسية)